# Schrenz (Zörbig)

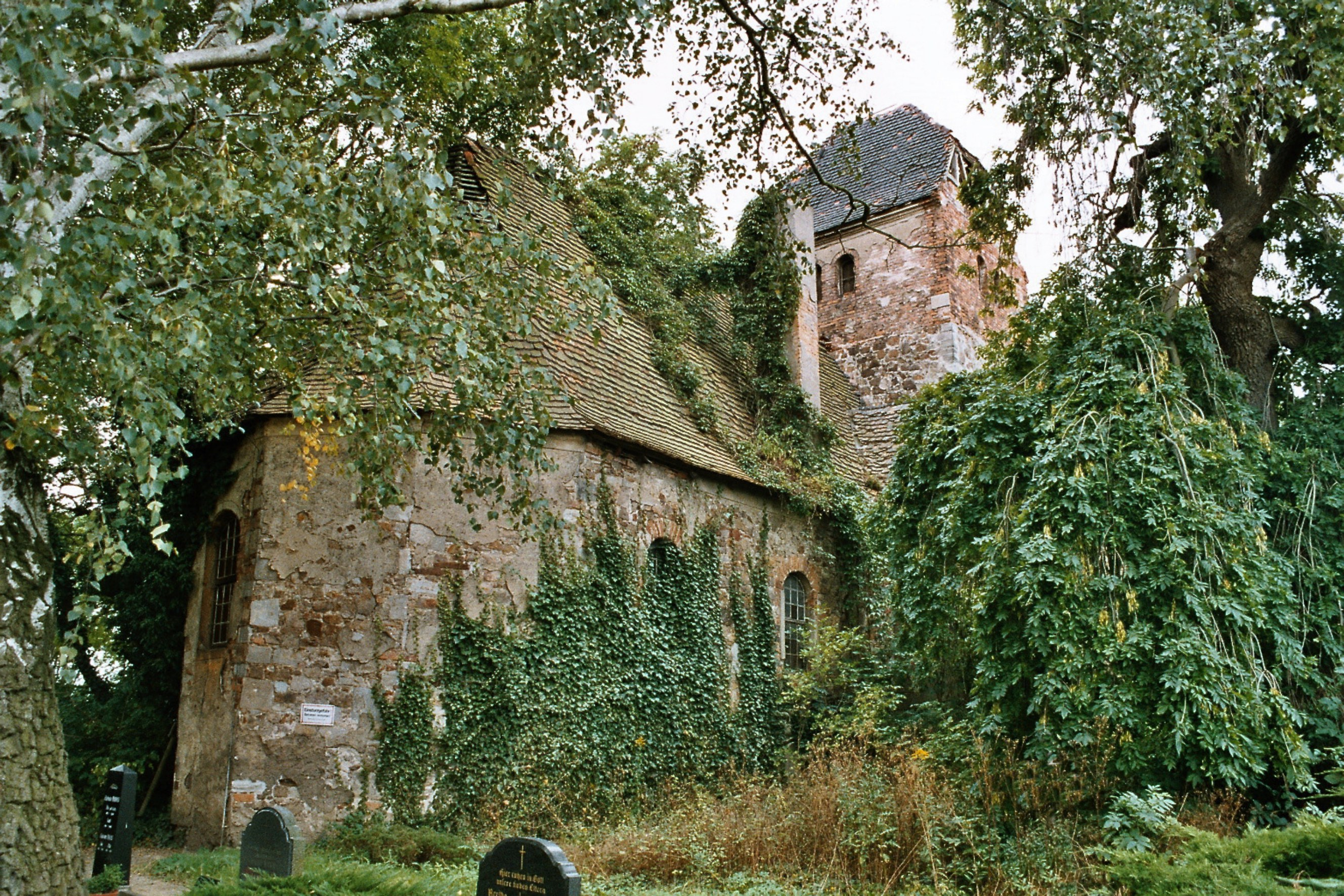
Baudenkmal Kirchenruine Schrenz

Schrenz ist eine Ortschaft in der Stadt Zörbig im Landkreis Anhalt-Bitterfeld (Sachsen-Anhalt). Sie besteht aus den Ortsteilen Schrenz, Siegelsdorf und Rieda. Diese sind drei der 18 Orte, die gemeinsam die Stadt Zörbig bilden.

## Geografie
Die Ortschaft Schrenz mit Rieda und Siegelsdorf befindet sich südwestlich des Ortskerns von Zörbig an der Riede. Sie liegt im Süden Sachsen-Anhalts zwischen Bitterfeld und Köthen.

## Geschichte
Schrenz wurde im Jahr 1012 erstmals urkundlich als Zribenz erwähnt. Zu dieser Zeit lag der Ort im slawischen Gau Nelstice. Die überlieferten Namensformen Scouerenze (1161), Scowerence (1181) und Scovrenz (1208) lassen auf eine Herkunft vom altsorbischen *skovren für „Lerche“ (vgl. obersorbisch škowronc) schließen, die auch von Personennamen überliefert ist.
Schrenz gehörte wie seine Nachbarorte Siegelsdorf und Rieda bis 1815 zum kursächsischen Amt Zörbig.
Eine Kirche in Schrenz könnte bereits im 12. Jahrhundert errichtet worden sein. In dieser Zeit wurden unter Wiprecht von Groitzsch deutsche Siedler ansässig und die ersten Kirchen entstanden. Bis zur Reformation gehörte die Kirche dem Bistum Merseburg an. Im 17. Jahrhundert erfolgte der Einbau bleiverglaster Langfenster. 1754 wurden große Teile der Kirche neu aufgebaut. Die Glocken wurden im Jahr 1875 installiert.
Einige Freihöfe im Ort gehörten in das Amt Petersberg, welches der sächsische Kurfürst August der Starke mit allem Zubehör im Jahre 1697 an Brandenburg-Preußen verkaufte. Die Freihöfe waren nun im Besitz des preußischen Saalkreises im Herzogtum Magdeburg. Durch den Frieden von Tilsit kamen sie im Jahr 1807 zum Königreich Westphalen und wurden dem Kanton Löbejün angegliedert, welcher sich im Distrikt Halle des Departements der Saale befand. Nach der Niederlage Napoleons und dem Ende des Königreichs Westphalen im Jahr 1813 nahm der preußische König mit seinen „alten Provinzen“ auch den Saalkreis und die Freihöfe in Schrenz wieder in Besitz.
Durch die Beschlüsse des Wiener Kongresses kamen nun auch die zum königlich-sächsischen Amt Zörbig gehörigen Orte Schrenz, Siegelsdorf und Rieda zu Preußen, welche gemeinsam mit den Freihöfen im Jahr 1816 dem Landkreis Bitterfeld im Regierungsbezirk Merseburg der Provinz Sachsen zugeteilt wurden.
Am 30. September 1928 entstand der Ort Schrenzsiegelsdorf durch Zusammenlegung der Gemeinden und Gutsbezirke Schrenz und Siegelsdorf. Durch Zusammenschluss von Schrenzsiegelsdorf und Rieda entstand am 20. Juli 1950 die Gemeinde Schrenz. Am 1. März 2004 wurde diese in die neue Einheitsgemeinde Stadt Zörbig eingegliedert.

## Kultur
Die Kirchengemeinde Rieda-Schrenz entschied sich 1972 für die Stilllegung der Schrenzer Kirche. Heute bemüht sich der Förderverein Kirche Schrenz und Umgebung e. V. um den Erhalt und die Verbesserung der Bausubstanz der Kirchenruine Schrenz mit dem langfristigen Ziel einer neuerlichen, regulären Nutzung.